# 창녕 송현동 마애여래좌상
창녕 송현동 마애여래좌상(昌寧 松峴洞 磨崖如來坐像)은 대한민국 경상남도 창녕군 송현동에 있는, 남북국 시대 신라의 마애 여래 좌상이다.
1963년 1월 21일 대한민국의 보물 제75호 창녕송현동석불좌상(昌寧松峴洞石佛坐像)으로 지정되었다가, 2010년 8월 25일 현재의 명칭으로 변경되었다.

## 개요
큰 바위에 앞면을 돌출되게 조각한 마애불(磨崖佛)로 바위 자체를 몸 전체에서 나오는 빛을 형상화한 광배(光背)로 이용하고 있다.
```
민머리 위에는 큼직한 상투 모양(육계)이 있으며, 둥근 얼굴에는 살이 통통하게 올라 온화한 인상을 풍긴다. 어깨는 넓게 떡 벌어져 있고, 팔과 가슴은 넓지만 볼륨이 약화되어 차분한 느낌을 준다.  왼쪽 어깨를 감싸고 오른쪽 어깨를 드러내면서 입은 옷은 얇게 신체에 밀착되었는데, 형식적으로 처리된 계단식의 옷주름 때문에 사실성이 떨어진다. 손모양은 오른손을 무릎 위에 올리고 손끝이 땅을 향한 항마촉지인(降魔觸地印)으로 악귀를 물리친다는 의미를 지닌다. 
```

```
대체로 이 석불은 얼굴이나 얇게 밀착된 옷 등에서 석굴암 본존불 계열의 양식을 이어받은 작품으로 보이지만, 석굴암 불상보다는 사실성이 줄어들고 힘이 빠져 통일신라 후기 불상의 양식을 보여준다.
```

## 현지 안내문
자연암석을 반원형으로 다듬은 후 돋을새김으로 부처를 새긴 통일신라시대의 마애불로, 높이는 1.37m이다. 머리의 큼직한 육계는 이례적으로 2단으로 하였고, 소발은 둥글며 아담하게 표현되었다. 수인은 악마를 항복시키는 항마촉지인을 하고 있다. 볼록한 뺨, 크지않은 코, 작은 입, 어깨까지 늘어진 귀는 부드럽고 자비로운 인상을 준다. 어깨는 넓지만 가슴을 두텁지 않다. 틀어 앉은 하체는 안정감이 있으나 조금 크게 표현되었다.
전체적인 자세와 얼굴, 법의의 모양은 석굴암의 본존불과 비슷하지만, 법의의 주름이 사실성이 떨어지고 가슴이 평평하다는 점에서 힘이 빠져 가고 있음을 알 수 있다. 이러한 특징은 신라 하대의 불상양식을 반영하고 있음을 알 수 있다.

## 참고 자료
- 창녕 송현동 마애여래좌상 - 국가유산청 국가유산포털